# Marcel·lí Porta i Fernanda
Marcel·lí Porta i Fernanda (Barcelona, 17 de novembre de 1898 – Ciutat de Mèxic, 3 d'octubre de 1959) fou un dibuixant, pintor i cartellista català, exiliat del franquisme.

## Els primers anys
Estudià arts plàstiques a Barcelona, i l'any 1915 el seu nom apareix, junt amb Apeles Fenoses (Apel·les Fenosa?) i altres, a la llista de premiats en un concurs de pintura ornamental per a aprenents, convocat per la Societat de Mestres Pintors i treballà com a ninotaire de revistes satíriques de caràcter independentista com L'Intransigent (1918-1919) i il·lustrador de llibres per a diverses editorials. Tenia un físic característic: era mec, sense pèl ni al cap ni a la cara, gros i duia unes ulleres rodones i una pipa, i feia gala d'un humor sarcàstic i desmanegat.
Col·laborà en nombroses publicacions de Barcelona com La Campana de Gràcia, l'Esquella de la Torratxa, L'Opinió i El Crit. Presentà la seva obra en el 1r Saló d'Humoristes de Barcelona (1933) i al Saló de Tardor (1938), i formà part del Grup dels Sis amb Helios Gómez, Shum, Josep Bartolí i Guiu, Lluís Elias i Bracons Anem i Alfred Pascual i Benigani. Tots ells fundarien el 1936 el Sindicat de Dibuixants Professionals de Catalunya.
Durant la guerra civil espanyola fou conegut pel seu cartell Feixisme no!, editat pel PSUC i imprès per Gràfiques Ultra, l'octubre de 1936 i pel seu dibuix l'Auca de la innoble i trista – militarada feixista i un cartell, poc conegut, on un milicià manipula un ninot articulat amb forma de militar que fou editat a la revista Papitu, aleshores controlada pel Sindicat de Dibuixants. Segons alguns era simpatitzant del POUM, però semblava més proper a Esquerra Republicana de Catalunya.

## L'exili
El 1939, a la fi de la guerra civil, s'exilià primer a França, passant pel camp del Barcarès (juliol de 1939) i instal·lant-se després a la Residència dels Intel·lectuals Catalans de Montpeller, on formà part del grup Jérôme Bosch i participà en una exposició col·lectiva oberta al Teatre Municipal l'octubre de 1939 amb Alexandre Cirici i Pellicer, Jaume Picas i Guiu, Tomàs Arís, Francesc Espriu i Puigdollers i Juli Rosuero.
En maig de 1942 marxà cap a Mèxic i visqué un temps a la casa del pintor Francesc Camps i Ribera i a la ciutat de Cuernavaca (estat de Morelos). Francesc Camps i Àngel Tarrach i Barribia l'aconsellaren dedicar-se a fer targetes de Nadal amb temes catalans i mexicans. Il·lustrà textos a la premsa mexicana Mundo, Socialismo y Libertad (1944), La Nostra Revista (1947) o Lletres (número 10, del 1948, al costat de Joan Giménez i Tísner). L'octubre del 1942 ja participa en una exposició d'art humorístic a la galeria Arte y Decoración i el 1953 exposa a l'Ateneo Español. També va il·lustrar alguns llibres, entre d'altres Geografia espiritual de Catalunya (segons les teories de Francesc Pujols), d'Artur Bladé i Desumvila (1944), Joan Maragall: Antologia poètica mínima (1945), Ciudad de madera (1947), del periodista Agustí Cabruja i Auguet. També decorà alguns establiments, com la biblioteca de l'Orfeó Català de Mèxic i la Pastelería Suiza, a ciutat de Mèxic, del català Jaume Bassegoda, i va fer d'escenògraf en les obres teatrals de l'Agrupació Catalana d'Art Dramàtic de l'Orfeó Català de Mèxic.
Va morir el 1959 a ciutat de Mèxic sense família. Va cedir tots els seus béns a l'Orfeó Català de Mèxic.